# 채권자취소권
채권자취소권(債權者取消權)이란 채권자를 해함을 알고 행한 채무자의 법률행위에 대하여 그 취소 및 원상회복을 법원에 청구할 수 있는 채권자의 권리를 말한다. 사해행위취소권(詐害行爲取消權)이라고도 한다.

## 연혁
채권자취소권은 로마법에서 기원한다. 유스티니아누스시대에 이미 채무자가 채권자를 해할 의사를 가지고 행한 행위의 취소권을 채권자에게 인정하였다. 원래 파산과 밀접한 관련을 가져, 채무자가 채권자를 해하려는 목적으로 파산개시 전에 그 재산을 타인에게 처분한 경우에 채권자가 악의의 수익자에 대하여는 재산의 반환을 청구하고 선의의 수익자에 대하여는 무상으로 수익한 경우에 한하여 이득의 반환을 청구하게끔 한 것이다. 프랑스 민법 제 1167조는 위의 로마법의 관념을 계수하여 채권자는 자기의 명의에 의하여 그의 권리를 해하는 채무자의 행위를 취소할 수 있다고 규정한다. 독일에서는 파산법과 특별법에서 규정하고 있고, 우리나라에서는 파산상의 취소에 관하여는 강력한 부인권을 인정하여 파산법에서 규정하고 파산외의 취소에 관하여는 채권자취소권으로 하여 민법 중에 규정하고 있다.

## 행위유형에 따른 사해성의 검토

### 부동산 또는 기타 재산의 처분
특정채권자에게 매도하면서 매매대금을 현실로 수령하지 아니한 경우 사해행위 인정: 채무자가 이미 채무초과에 빠져 있는 상태에서 채권자 중 한 사람과 통모하여 그 채권자만 우선적으로 채권의 만족을 얻도록 할 의도로 채무자 소유의 중요한 재산인 공장 건물과 대지를 그 채권자에게 매각하되, 현실로는 매매대금을 한푼도 지급받지 아니한 채 그 대금 중 일부는 채권자의 기존의 채권과 상계하고 그 대지를 담보로 한 은행융자금 채무를 채권자가 인수하며 나머지 대금은 채무자가 그 공장 건물을 채권자로부터 다시 임차하여 계속 사용하는데 따른 임차보증금으로 대체하기로 약정하였다면, 비록 그 채무자가 영업을 계속하여 경제적 갱생을 도모할 의도였다거나 그 매매가격이 시가에 상당한 가격이라고 할지라도 채무자의 매각행위는 다른 채권자를 해할 의사로 한 법률행위에 해당한다.(대법원 1995.6.30. 선고 94다14582 판결)  근저당권이 설정된 부동산이라 하더라도 그 부동산의 가액에서 근저당권의 피담보채권액을 공제한 잔액의 범위 내에서는 일반채권자들의 공동담보에 공하여져 있으므로, 채무자가 채무가 초과된 상태에서 근저당권이 설정된 자신의 부동산을 제3자에게 양도하고 그 양도대금은 근저당권의 피담보채무를 인수함으로써 그 지급에 갈음하기로 약정한 경우, 채무자로서는 실제로 매매대금을 한푼도 지급받지 아니한 채 일반채권자들의 공동담보에 공하여져 있던 부동산을 부당하게 저렴한 가액으로 제3자에게 양도한 것으로 될 것이어서, 그와 같은 양도행위도 채권자를 해하는 사해행위에 해당된다.(대법원 1996. 5. 14. 선고 95다50875 판결)

## 요건
1. 채무자의 사해행위(객관적 요건)
취소채권자의 채권은 사해행위 '이전'에 성립, 존재하고 있어야 한다. 따라서 취소채권자의 채권이 성립하기 전에 이루어진 채무자의 행위는 취소의 대상이 되지 못한다. 기존채무의 이행으로서 등기를 하는 경우에 그 채무의 원인이 되는 행위가 채권자의 채권보다 앞서 발생한 때에는 그 등기는 채권자취소권의 대상이 될 수 없다.
예외로는 채권자취소권에 의하여 보호될 수 있는 채권은 원칙적으로 사해행위라고 볼 수 있는 행위가 행해여지기 전에 발생된 것임을 요하지만, 그 사해행위 당시에 이미 채권 성립의 기초가 되는 법률관계가 발생되어 있고, 가까운 장래에 그 법률관계에 기하여 채권이 성립되리라는 점에 대한 고도의 개연성이 있으며, 실제로 가까운 장래에 그 개연성이 현실화되어 채권이 성립된 경우에는, 그 채권도 채권자취소권의 피보전채권이 될 수 있다. 예기에서의 채권성립의 기초가 되는 법률관계는 당사자 사이의 약정에 의한 법률관계에 한정되는 것이 아니고, 채권성립의 기초가 되는 법률관계는 당사자 사이의 약정에 의한 법률관계에 한정되는 것이 아니고, 채권성립의 개연성이 있는 준법률관계나 사실관계 등을 널리 포함하는 것으로 보아야 할 것이므로, 당사자사이에 채권발생을 목적으로 하는 계약의 교섭이 상당히 진행되어 계약채결의 개연성이 고도로 높아진 단계도 여기에 포함한다.

## 채권자취소권의 행사
1. 피고적격
수익자/전득자
- 채무자: 피고적격 없음(부적법 각하)
- 단, 채무자 상대로 본래의 급부 이행청구 병합은 가능
누구를 피고로 할 것인가는 채권자의 자유
- 수익자 전득자 모두 악의일 경우 수익자 상대로 가액배상 청구 or 전득자 상대로 목적물 반환청구 가능
- 수익자가 악의이고 전득자가 선의인 경우, 원칙적으로 수익자를 상대로 가액배상을 구하여야 함(97다58316)
2. 행사방법
- 재판상 행사만 가능하고 소송상의 공격방어방법으로는 불가(95다48599, 48605)
판례에 따르면 “채권자취소권도 채권자가 채무자를 대위하여 행사하는 것이 가능하다. 민법 제404조 소정의 채권자대위권은 채권자가 자신의 채권을 보전하기 위하여 채무자의 권리를 자신의 이름으로 행사할 수 있는 권리라 할 것이므로, 채권자가 채무자의 채권자취소권을 대위행사하는 경우, 제소기간은 대위의 목적으로 되는 권리의 채권자인 채무자를 기준으로 하여 그 준수 여부를 가려야 할 것이고, 따라서 채권자취소권을 대위행사하는 채권자가 취소원인을 안 지 1년이 지났다 하더라도 채무자가 취소원인을 안 날로부터 1년, 법률행위가 있은 날로부터 5년 내라면 채권자취소의 소를 제기할 수 있다.”

## 기타 판례
- 이미 채무초과상태에 빠져 있는 채무자가 그의 유일한 재산인 부동산을 채권자들 중 1인에게 채권담보로 제공하는 행위는 다른 특별한 사정이 없는 한 다른 채권자들에 대한 관계에서 채권자취소권의 대상이 되는 사해행위가 된다.[7]
- 채무자의 제3자에 대한 담보제공행위가 객관적으로 사해행위에 해당하는 경우 수익자의 악의는 추정되는 것이므로 수익자가 그 법률행위 당시 선의였다는 입증을 하지 못하는 한 채권자는 그 법률행위를 취소하고 그에 따른 원상회복을 청구할 수 있다.[8]
- 채무자의 제3자에 대한 담보제공 등의 재산처분행위가 사해행위에 해당할 경우에, 그 사해행위 당시 수익자가 선의였음을 인정함에 있어서는 객관적이고도 납득할 만한 증거자료 등이 뒷받침되어야 할 것이고, 채무자의 일방적인 진술이나 제3자의 추측에 불과한 진술 등에만 터잡아 그 사해행위 당시 수익자가 선의였다고 선뜻 단정하여서는 안 된다.[8]
- 채권자취소권에 의하여 보호될 수 있는 채권은 원칙적으로 사해행위라고 볼 수 있는 행위가 행하여지기 전에 발생된 것임을 요하지만 그 사해행위 당시에 이미 채권 성립의 기초가 되는 법률관계가 발생되어 있고 가까운 장래에 그 법률관계에 터잡아 채권이 성립되리라는 점에 대한 고도의 개연성이 있으며, 실제로 가까운 장래에 그 개연성이 현실화되어 채권이 성립된 경우에는 그 채권도 채권자취소권의 피보전채권이 될 수 있다.[9]

- 사해행위라고 주장하는 이 사건 부동산에 관한 매매 당시 아직 위 손해배상채권이 발생하지 아니하였고 그 채권 성립에 관한 고도의 개연성 또한 없어 원고는 피고 매도인에 대한 손해배상채권을 피보전채권으로 하여 채권자취소권을 행사할 수 없다[10]

- 채권자취소권은 채무자가 채권자를 해함을 알면서 자기의 일반재산을 감소시키는 행위를 한 경우에 그 행위를 취소하여 채무자의 재산을 원상회복시킴으로써 모든 채권자를 위하여 채무자의 책임재산을 보전하는 권리로서, 특정물 채권을 보전하기 위하여 행사하는 것은 허용되지 않는다[11]

- 사해행위의 취소와 원상회복은 모든 채권자의 이익을 위하여 그 효력이 있으므로(민법 제407조), 채권자취소권의 행사로 채무자에게 회복된 재산에 대하여 취소채권자가 우선변제권을 가지는 것이 아니라 다른 채권자도 총채권액 중 자기의 채권에 해당하는 안분액을 변제받을 수 있는 것이지만, 이는 채권의 공동담보로 회복된 채무자의 책임재산으로부터 민사집행법 등의 법률상 절차를 거쳐 다른 채권자도 안분액을 지급받을 수 있다는 것을 의미하는 것일 뿐, 다른 채권자가 이러한 법률상 절차를 거치지 아니하고 취소채권자를 상대로 하여 안분액의 지급을 직접 구할 수 있는 권리를 취득한다거나, 취소채권자에게 인도받은 재산 또는 가액배상금에 대한 분배의무가 인정된다고 볼 수는 없다. 가액배상금을 수령한 취소채권자가 이러한 분배의무를 부담하지 아니함으로 인하여 사실상 우선변제를 받는 불공평한 결과를 초래하는 경우가 생기더라도, 이러한 불공평은 채무자에 대한 파산절차 등 도산절차를 통하여 시정하거나 가액배상금의 분배절차에 관한 별도의 법률 규정을 마련하여 개선하는 것은 별론으로 하고, 현행 채권자취소 관련 규정의 해석상으로는 불가피하다[12]

## 참고 문헌
- 이순동, 채권자 취소권(개정증보판 2판), 육법사, 2012 ISBN 8972141909

## 같이 보기
- 채권자대위권